# DB-Baureihe 481
DB-Baureihe 481/482 är ett elektriskt motorvagnståg som används i Berliner S-bahn. DB-Baureihe 481/482 är tillverkat i 500 exemplar av Adtranz/Bombardier Transportation mellan åren 1996 och 2004 i Hennigsdorf. DB-Baureihe 481/482 är idag det vanligaste pendeltåget som trafikerar Berliner S-bahn. Tågen har i dag en gul och röd färgsättning.